# Little Echoes
Little Echoes  è un album acustico del gruppo rock belga K's Choice. Contiene versioni altermative di alcune canzoni del precedente album Echo Mountain con l'aggiunta di cover di Damien Rice, Radiohead, Split Enz, Pointer Sisters e di tre inediti.

## Tracce
1. Message to my girl (Split Enz cover) – 3:23
2. I wanna get lost – 3:21
3. Killing Dragons – 2:44
4. No surprises (Radiohead cover) – 3:50
5. I'm so excited (Pointer Sisters cover) – 3:29
6. If This Isn't Right – 3:39
7. Someone just like you – 2:49
8. Come Live The Life – 4:19
9. Cannonball (Damien Rice cover) – 5:12
10. River to the moon – 4:27
11. Echo Mountain – 4:13
12. 16 – 3:16

## Formazione
- Sarah Bettens – voce, chitarra
- Gert Bettens – chitarra, tastiere, voce
- Eric Grossman – basso
- Koen Lieckens – percussioni